# Oberonia trigonoglossa
Oberonia trigonoglossa är en orkidéart som beskrevs av Rudolf Schlechter. Oberonia trigonoglossa ingår i släktet Oberonia och familjen orkidéer. Inga underarter finns listade i Catalogue of Life.